# 행정감사
행정감사(行政監査)는 각급 행정기관이 당해 기관 또는 그 하급기관의 업무운영 실태를 파악하여 정부시책의 모든 단계에서의 적정운영 여부와 공무원의 기강 위배사항을 검토·분석하는 것으로 그에 대한 시정 또는 개선방안을 마련하는 것을 그 목적으로 한다.

## 종류
행정감사는 다음과 같은 종류가 있다.
1. 종합감사
2. 부분감사
3. 기강감사

## 같이 보기
- 대한민국 감사원